# Distretto di Bannang Sata
Il distretto di Bannang Sata (in thailandese: บันนังสตา) è un distretto (amphoe) della Thailandia, situato nella provincia di Yala.